# جورجيوس غازيه
جورجيوس غازيه (باليونانية: Γιώργος Γαζής)‏ (مواليد 25 مايو 1981) هو ملاكم يوناني، مثّل بلاده في الألعاب الأولمبية الصيفية في دورتي 2004 و2008.

## روابط خارجية
جورجيوس غازيه على موقع اللجنة الأولمبية الدولية (الإنجليزية)
- جورجيوس غازيه على موقع أوليمبيديا (الإنجليزية)